# Гданське воєводство
Гданське воєводство, також Ґданське воєводство (пол. województwo gdańskie) — адміністративно-територіальна одиниця Польщі найвищого рівня, яка існувала у 1975—1998 роках.
Була однією з 49 основних одиниць адміністративного поділу Польщі, які були скасовані в результаті адміністративної реформи Польщі 1998 року.
Займало площу 7394 км². Адміністративним центром воєводства було місто Гданськ. Після адміністративної реформи воєводство припинило своє існування і його територія повністю відійшла до Поморського воєводства.

## Воєводи
- Генрик Шлівовський (1975–1979)
- Єжи Колодєйський (1979–1982)
- Мечислав Циган (1982–1988)
- Єжи Єндикевич (1988–1990)
- Мацей Плажинський (1990–1996)
- Генрик Войцеховський (1996–1997)
- Томаш Совінський (1998)

## Районні адміністрації
| Районна адміністрація у Гданську              |                                  |  |                     |
| 1                                             | гміна Цедри-Вельке               |  | Цедри-Великі        |
| 2                                             | гміна Кольбуди                   |  | Кольбуди-Гурне      |
| 3                                             | місто Гданськ                    |  | Гданськ             |
| 4                                             | місто Прущ-Ґданський             |  | Прущ-Ґданський      |
| 5                                             | гміна Прущ-Ґданський             |  | Прущ-Ґданський      |
| 6                                             | гміна Пшивідз                    |  | Пшивідз             |
| 7                                             | гміна Пщулкі                     |  | Пщулкі              |
| 8                                             | гміна Сухий Домб                 |  | Сухи-Домб           |
| 9                                             | гміна Тромбкі-Вельке             |  | Тромбкі-Великі      |
| Районна адміністрація у Гдині                 |                                  |  |                     |
| 1                                             | місто Гдиня                      |  | Гдиня               |
| 3                                             | гміна Косаково                   |  | Косаково            |
| 3                                             | місто Румія                      |  | Румія               |
| 4                                             | місто Сопот                      |  | Сопот               |
| Районна адміністрація в Картузах              |                                  |  |                     |
| 1                                             | гміна Хмельно                    |  | Хмельно             |
| 2                                             | гміна Картузи                    |  | Картузи             |
| 3                                             | гміна Пшодково                   |  | Пшодково            |
| 4                                             | гміна Сераковіце                 |  | Сераковіце          |
| 5                                             | гміна Сомоніно                   |  | Сомоніно            |
| 6                                             | гміна Стенжиця                   |  | Стенжиця            |
| 7                                             | гміна Суленчино                  |  | Суленчино           |
| 8                                             | гміна Жуково                     |  | Жуково              |
| Районна адміністрація в Косьцежині            |                                  |  |                     |
| 1                                             | гміна Дземяни                    |  | Дземяни             |
| 2                                             | гміна Карсін                     |  | Карсін              |
| 3                                             | місто Косьцежина (від 1992 року) |  | Косьцежина          |
| 4                                             | гміна Косьцежина                 |  | Косьцежина          |
| 5                                             | гміна Лінево                     |  | Лінево              |
| 6                                             | гміна Ліпуш                      |  | Ліпуш               |
| 7                                             | гміна Нова Карчма                |  | Нова Карчма         |
| 8                                             | гміна Стара Кішева               |  | Стара Кішева        |
| Районна адміністрація в Пуцьку                |                                  |  |                     |
| 1                                             | місто Гель                       |  | Гель                |
| 2                                             | гміна Ястарня                    |  | Ястарня             |
| 3                                             | гміна Крокова                    |  | Крокова             |
| 4                                             | місто Пуцьк                      |  | Пуцьк               |
| 5                                             | гміна Пуцьк                      |  | Пуцьк               |
| 6                                             | місто Владиславово               |  | Владиславово        |
| Районна адміністрація в Старогарді-Ґданському |                                  |  |                     |
| 1                                             | гміна Бобово                     |  | Бобово              |
| 2                                             | місто Чарна Вода                 |  | Чарна Вода          |
| 3                                             | гміна Каліська                   |  | Каліська            |
| 4                                             | гміна Любіхово                   |  | Любіхово            |
| 5                                             | гміна Осечна                     |  | Осечна              |
| 6                                             | гміна Осек                       |  | Осек                |
| 7                                             | гміна Скаршеви                   |  | Скаршеви            |
| 8                                             | місто Скурч (від 1992 року)      |  | Скурч               |
| 9                                             | гміна Скурч                      |  | Скурч               |
| 10                                            | гміна Сментово-Ґранічне          |  | Сментово-Ґранічне   |
| 11                                            | місто Старогард-Ґданський        |  | Старогард-Ґданський |
| 12                                            | гміна Староґард-Ґданський        |  | Старогард-Ґданський |
| 13                                            | гміна Зблево                     |  | Зблево              |
| Районна адміністрація у Тчеві                 |                                  |  |                     |
| 1                                             | гміна Ґнев                       |  | Гнев                |
| 2                                             | гміна Можещин                    |  | Можещин             |
| 3                                             | гміна Пельплін                   |  | Пельплін            |
| 4                                             | гміна Субкови                    |  | Субкови             |
| 5                                             | місто Тчев                       |  | Тчев                |
| 6                                             | гміна Тчев                       |  | Тчев                |
| Районна адміністрація у Вейгерово             |                                  |  |                     |
| 1                                             | гміна Хочево                     |  | Хочево              |
| 2                                             | гміна Ґневіно                    |  | Ґневіно             |
| 3                                             | гміна Ліня                       |  | Ліня                |
| 4                                             | гміна Люзіно                     |  | Люзіно              |
| 5                                             | гміна Ленчице                    |  | Ленчице             |
| 6                                             | місто Реда                       |  | Реда                |
| 7                                             | гміна Шемуд                      |  | Шемуд               |
| 8                                             | місто Вейгерово                  |  | Вейгерово           |
| 9                                             | гміна Вейгерово                  |  | Вейгерово           |

## Міста
Чисельність населення на 31 грудня 1998:
| - Ґданськ – 458 988 - Ґдиня – 253 521 - Тчев – 61 028 - Староґард Ґданський – 50 723 - Вейгерово – 47 163 - Сопот – 42 781 - Румя – 41 898 | - Прущ Ґданський – 26 298 - Кошьчєжина – 23 501 - Реда – 17 200 - Картузи – 15 700 - Пуцьк – 11 673 - Владиславово – 10 100 - Пельплін – 8 600 | - Ґнєв – 6 800 - Скаршеви – 6 800 - Жуково – 6 200 - Ястарня – 4 000 - Гель – 3 900 - Скурч – 3 500 - Чарна Вода – 3 200 |

## Населення
| Рік         | 1975     | 1980     | 1985     | 1990     | 1995     | 1998     |
| Чисельність | 1249 300 | 1333 800 | 1401 500 | 1431 600 | 1455 900 | 1469 400 |